# Мъхната паякова маймуна
Мъхнатата паякова маймуна (Brachyteles arachnoides), също вълнеста паякообразна маймуна, е вид бозайник от семейство Паякообразни маймуни (Atelidae). Видът е застрашен от изчезване.

## Разпространение и местообитание
Разпространен е в Бразилия.